# T-Shirt
«T-Shirt» (рус. Футболка) — песня американской хип-хоп-группы Migos, вышедшая 14 февраля 2017 года в качестве второго сингла с их второго студийного альбома Culture. Песня была спродюсирована американским продюсерским дуэтом Nard & B и их коллегой XL Eagle. Песня достигла 19 позиции в американском хит-параде Billboard Hot 100. Также клип набрал 235 миллионов просмотров на YouTube и 240 прослушиваний на Spotify к 6 января 2018 года.

## Музыкальное видео
Музыкальный видеоклип, режиссёрами которого стали Daps и Quavo, был снят на горном склоне в районе реки Тахо. Премьера видео состоялась 6 января 2017 года на YouTube-канале «MigosATL».

## Живые выступления
23 марта 2017 года, Migos исполнили «T-Shirt» вместе с The Roots на «The Tonight Show» Джимми Фэллона.

## Позиции в чартах

### Недельные чарты
| Чарт (2017)                           | Высшая позиция |
| ------------------------------------- | -------------- |
| Канада (Billboard Canadian Hot 100)   | 16             |
| Франция (SNEP)                        | 127            |
| Новая Зеландия (RMNZ)                 | 5              |
| Португалия (AFP)                      | 99             |
| Швейцария (Schweizer Hitparade)       | 53             |
| Великобритания (OCC UK Singles)       | 82             |
| Великобритания (OCC UK Hip Hop/R&B)   | 12             |
| США (Billboard Hot 100)               | 19             |
| США (Billboard Hot R&B/Hip-Hop Songs) | 11             |
| США (Billboard Rhythmic)              | 20             |

### Годовые чарты
| Чарт (2017)               | Высшая позиция |
| ------------------------- | -------------- |
| Канада (Canadian Hot 100) | 78             |
| США Billboard Hot 100     | 52             |

## Сертификации
| Регион | Сертификация  | Продажи   |
| --- | ------------- | --------- |
| Франция (SNEP) | Золотой       | 75,000    |
| США (RIAA) | 2× Платиновый | 2 000 000 |
| * Данные о продажах приведены только на основе сертификации. · Данные о продажах + прослушиваниях приведены только на основе сертификации. |               |           |